# Гедерн
Гедерн (нім. Gedern) — місто в Німеччині, знаходиться в землі Гессен. Підпорядковується адміністративному округу Дармштадт. Входить до складу району Веттерау.
Площа — 75,24 км2. Населення становить 7259 ос. (станом на 31 грудня 2020).